# Usnea rubicunda
Usnea rubicunda är en lavart som beskrevs av Stirt. Usnea rubicunda ingår i släktet Usnea och familjen Parmeliaceae.   Inga underarter finns listade i Catalogue of Life.

## Källor

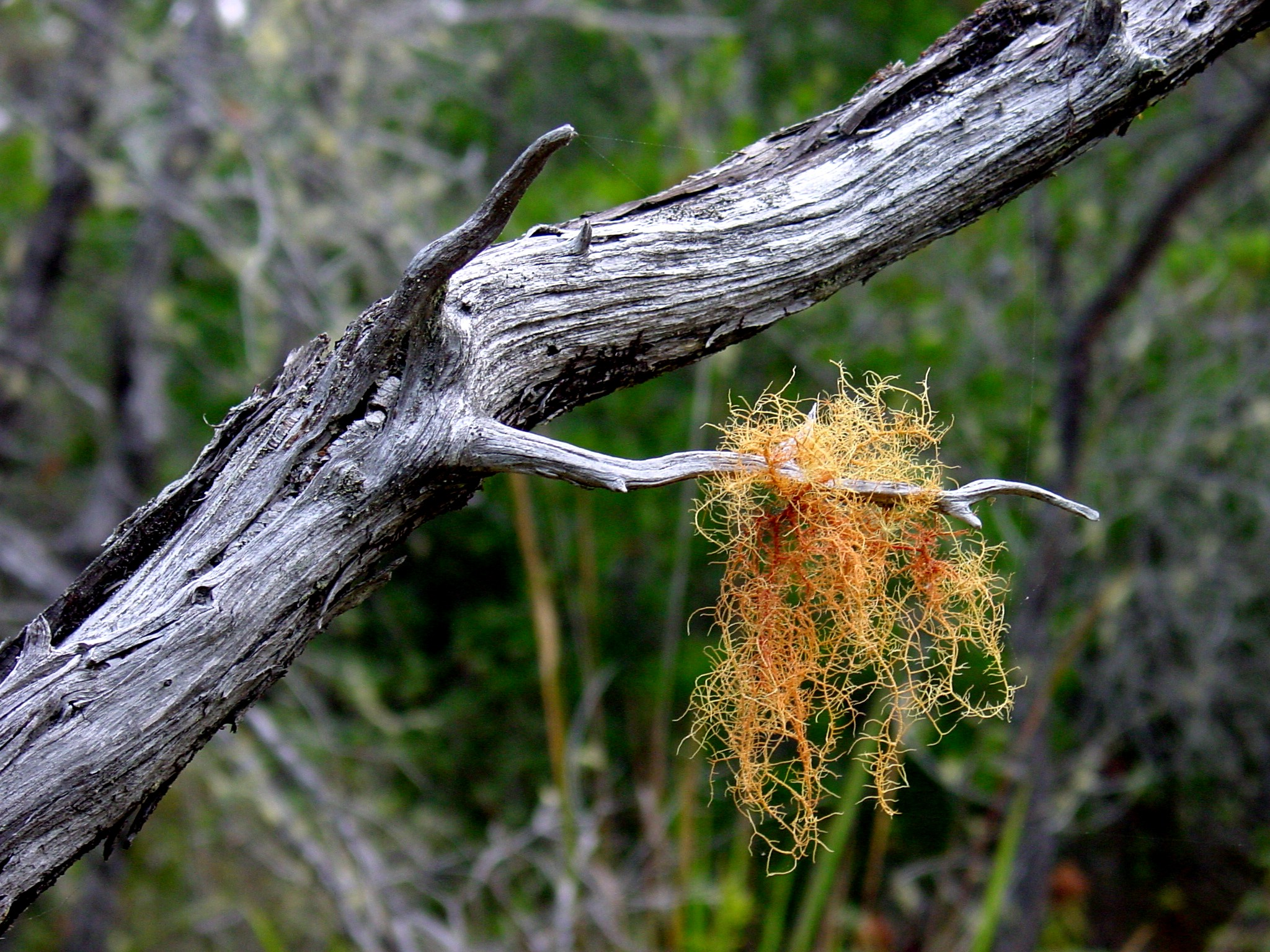